# Глускин, Лазарь Матвеевич
Лазарь Матвеевич Глускин (20 марта 1923, Бахмут, Донецкая область — 15 апреля 1985) — профессор, доктор физико-математических наук (1955) по диссертации «Полугруппы преобразований».
Участник Великой Отечественной войны, капитан-артиллерист Красной Армии, кавалер ордена Красной Звезды. Участник парада Победы в Москве 24 июня 1945 г.
Автор более 50 научных работ в области современной алгебры. Руководил группой аспирантов по специальности «Алгебра» в Коммунарском горно-металлургическом институте и Институте математики АН СССР. Был заместителем председателя месткома института и заместителем секретаря партбюро строительного факультета. Был награждён орденом Красной Звезды.
Основные результаты Лазаря Матвеевича связаны с теорией полугрупп. Способствовал становлению этой теории и превращению её в самостоятельную область современной алгебры.

## Биография
Глускин Л.М. родился 20 марта 1923 г. в Бахмуте, в семье рабочего. В семнадцать лет поступает на физико-математический факультет Харьковского университета. В октябре 1941 г. переехал в Саратов, где поступил на 3 курс университета.
В мае 1942 г. призван в ряды Советской армии. В феврале 1943 г. окончил военное училище. Служил в должности командира взвода, ротным батареи в 20-м и 21-м зенитно-пулеметных полках, в 1724-м и 721-м зенитно-артиллерийских полках (Центральный фронт ПВО, Забайкальский фронт, Приморский военный округ). С авг. 1945 по окт. 1946 гг. участвовал в боевых операциях Советской армии на территории Монголии и Китая, служил на военно-морской базе Порт-Арибдр. Демобилизован в октябре 1946 г. в чине Капитан.
С декабря 1946 г. Лазарь Матвеевич возобновляет свою учебу в Харьковском университете и в 1949 г. с отличием заканчивает его. Еще до окончания университета работал младшим научным сотрудником в н/и институте математики при ХГУ. В марте 1950 г. в связи с ликвидацией института переведен на должность ст. лаборанта кафедры теории функций ХГУ.
В сентябре 1950 г. перешел на работу в Харьковский пединститут. Был ассистентом, позднее ст. преподавателем. В 1952 г. защитил кандидатскую диссертацию «О гомоморфизмах ассоциативных систем». В 1955 г. ему была присвоена ученая степень звание кандидата физико-математических наук, звание доцента.
В феврале 1958 г. перешел на работу в Коммунарский горно-металлургический институт, на должность зав. Кафедры математики.
В апреле 1961 г. защитил в МГУ им. Ломоносова докторскую диссертацию «Полугруппы преобразований». В 1962 г. присвоено звание профессора.
В сентябре-ноябре 1963 г. работал профессором кафедры математики машиностроительного института в Ростове.
С ноября 1963 г. — профессор кафедры математики Коммунарского машиностроительного института.
С 1965 г. — профессор Харьковского института радиоэлектроники. В июне 1968 г. участвовал в Научной конференции в Чехословакии.
Л. М. Глускин неоднократно выступал на Всесоюзных конференциях, публиковался в журнале «Математика». Принимал участие в написании четырехтомной «Истории отечественной математики». О высоком международном авторитете Л. М. Глускина говорит тот факт, что многие годы он был членом редколлегий международных журналов.
Из-за тяжелой болезни сердца, перенесенную в 1962 г., 15 апреля 1985 г. Л.М. Глускин скончался.

## Основные труды
1. Нормальные расширения коммутативных полугрупп. — Изв. вузов. Матем., 1985, № 9, 14-22
2. Об отделимых полугруппах. — Изв. вузов. Матем., 1971, № 9, 30-39
3. Полугруппы. [Совместно с Б. М. Шайн, Л. Н. Шеврин] — Итоги науки. Сер. Мат. Алгебра. Топол. Геом. 1966, 1968, 9-56
4. Минимальные биидеалы оператива. — Изв. вузов. Матем., 1968, № 10, 30-41
5. Позиционные оперативы. — Матем. сб., 68(110):3 (1965), 444—472
6. Полугруппы топологических преобразований. — Изв. вузов. Матем., 1963, № 1, 54-65
7. Полугруппы и кольца эндоморфизмов линейных пространств. II. — Изв. АН СССР. Сер. матем., 25:6 (1961), 809—814
8. Автоморфизмы мультипликативных полугрупп матричных алгебр. — УМН, 11:1(67) (1956), 199—206

## Награды
- орден Отечественной войны 2-й степени (06.04.1985)[6];
- орден Красной Звезды (06.12.1945)[7].
- медали, в том числе:
  - «За доблестный труд. В ознаменование 100-летия со дня рождения Владимира Ильича Ленина» (1970);
  - «За победу над Германией в Великой Отечественной войне 1941—1945 гг.» (21.06.1945);
  - «За победу над Японией» (26.04.1946);
  - «Ветеран труда».